# Скубко, Сергей Михайлович

## Биография
Сергей Михайлович Скубко родился 6 ноября 1922 г. в казачьем селе Сташевка Спасского района Приморского края. В 1930 г. трудовая семья была раскулачена, лишилась имущества, но сумела перебраться во Владивосток. Отец Сергея Михайловича, Михаил Скубко, казак, участник Первой мировой войны, был в 1930-е годы арестован по доносу и погиб в сталинском ГУЛАГе. В 1941 г. Скубко был призван в армию, но оставлен во Владивостоке, как знающий английский язык, для обслуживания американских поставок по ленд-лизу. После войны приехал в Москву и поступил во ВГИК, откуда вскоре перешел в МГХИ им. Сурикова, который окончил в 1951 г. С 1948 г. и до конца жизни был женат на Людмиле Львовне Скубко-Карпас, художнике-живописце. Двое детей: Юрий (1953) и Алексей (1958). Член СХ СССР и МОСХа с 1954 г. Участник выставок с 1952 г. В 50-е годы была написана серия картин на исторические и историко-революционные темы, некоторые из которых находятся в зданиях МГУ на Воробьевых горах: "Беседа М.И. Калинина с академиком Карпинским", "В оранжерее" (совместная работа с женой, художником Людмилой Скубко-Карпас), "Ленин в вагоне поезда на пути в Петроград. Апрель 1917 года". Репродукция картины выпускалась в СССР большим тиражом на открытках издательством "Советский художник". В 60-е годы преподавал в РУДН им. П. Лумумбы. В эти годы был написан ряд портретов студентов из стран Африки, Азии и Латинской Америки. В конце 60-х, в 70-х и 80-х годах много путешествовал и работал в Средней Азии, выезжал в горы (Памир). В эти годы был также написан ряд композиционных портретов: "Федор Достоевский", "Ползунов - изобретатель паровой машины". Картина "Чохан Валиханов" была отмечена дипломом как лучший портрет 1969 года. В 80-х и в 90-е годы интенсивно работал над пейзажем (Суздаль, Хива, Самарканд, Бухара, Подмосковье).Работы художника продолжают линию московской живописной школы, в частности традиции лирического пейзажа конца XIX - начала XX века. В последние годы жизни много работал в жанре натюрморта. Многие пейзажи и натюрморты написаны на семейной даче в приокской деревне Соколова Пустынь Ступинского р-на Московской области. 
Картины художника находятся во многих музеях, галереях и частных собраниях в России и государствах бывшего СССР, а также дальнем  зарубежье - Англии, Италии, Испании, Франции, США, Китае и др.

## Галерея
Работы художника:

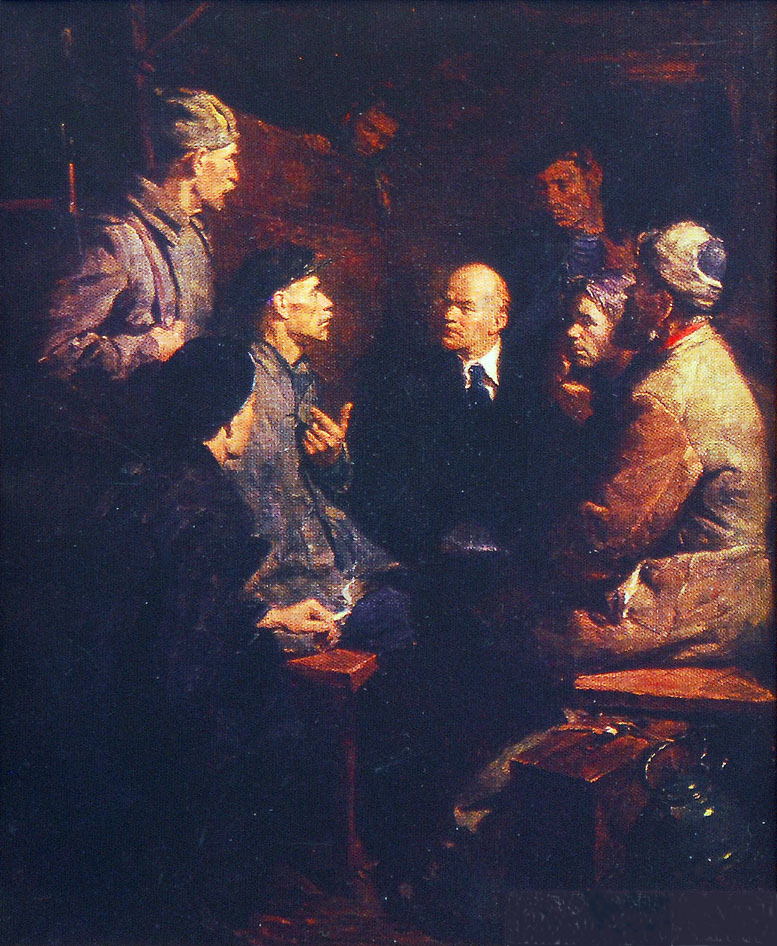
Ленин на пути в Петроград в 1917. 1954
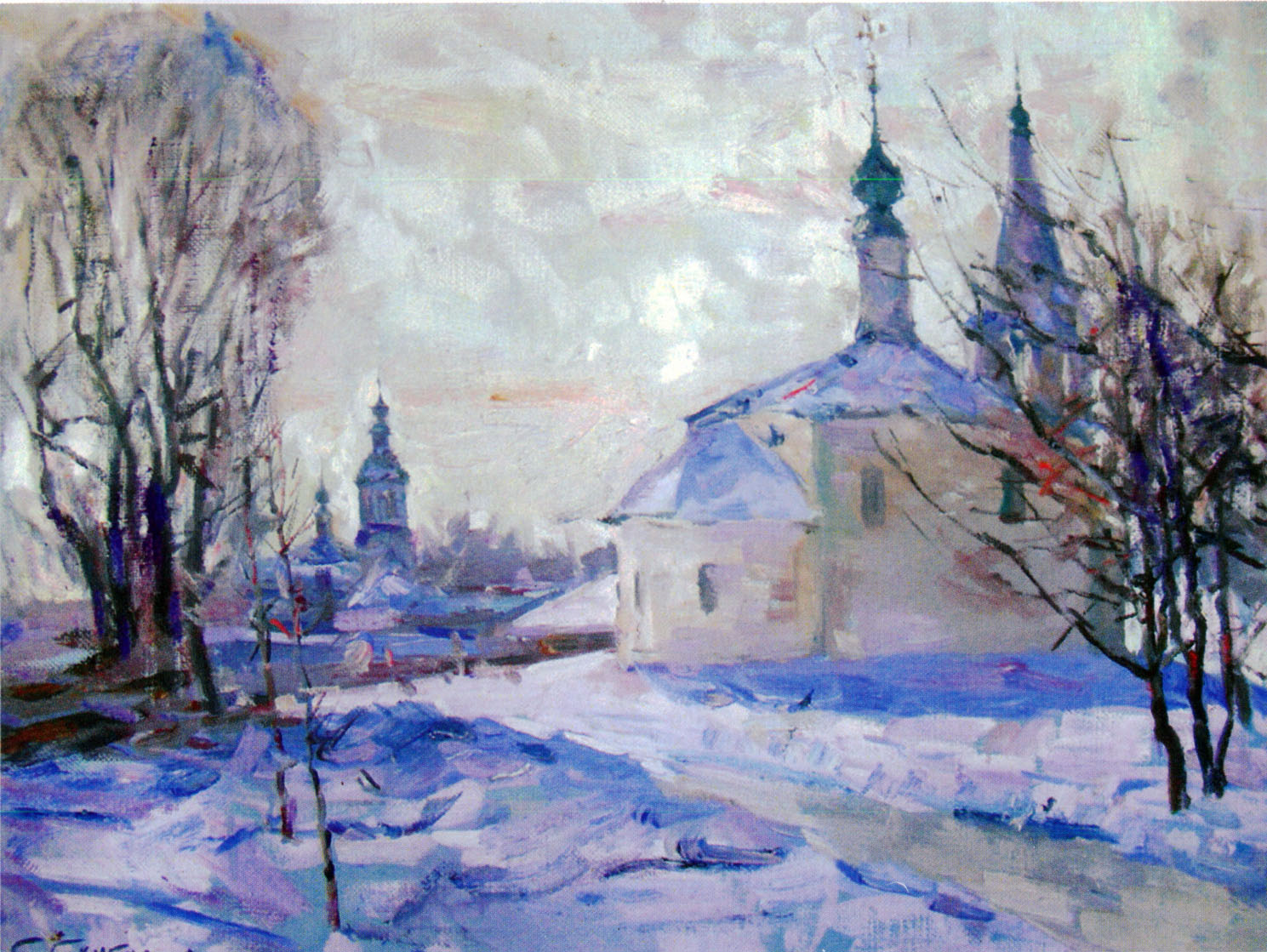
Зима в Суздале. 1981
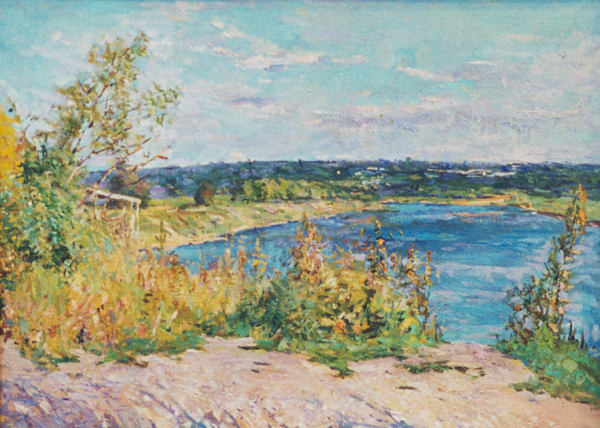
Ока. 1995
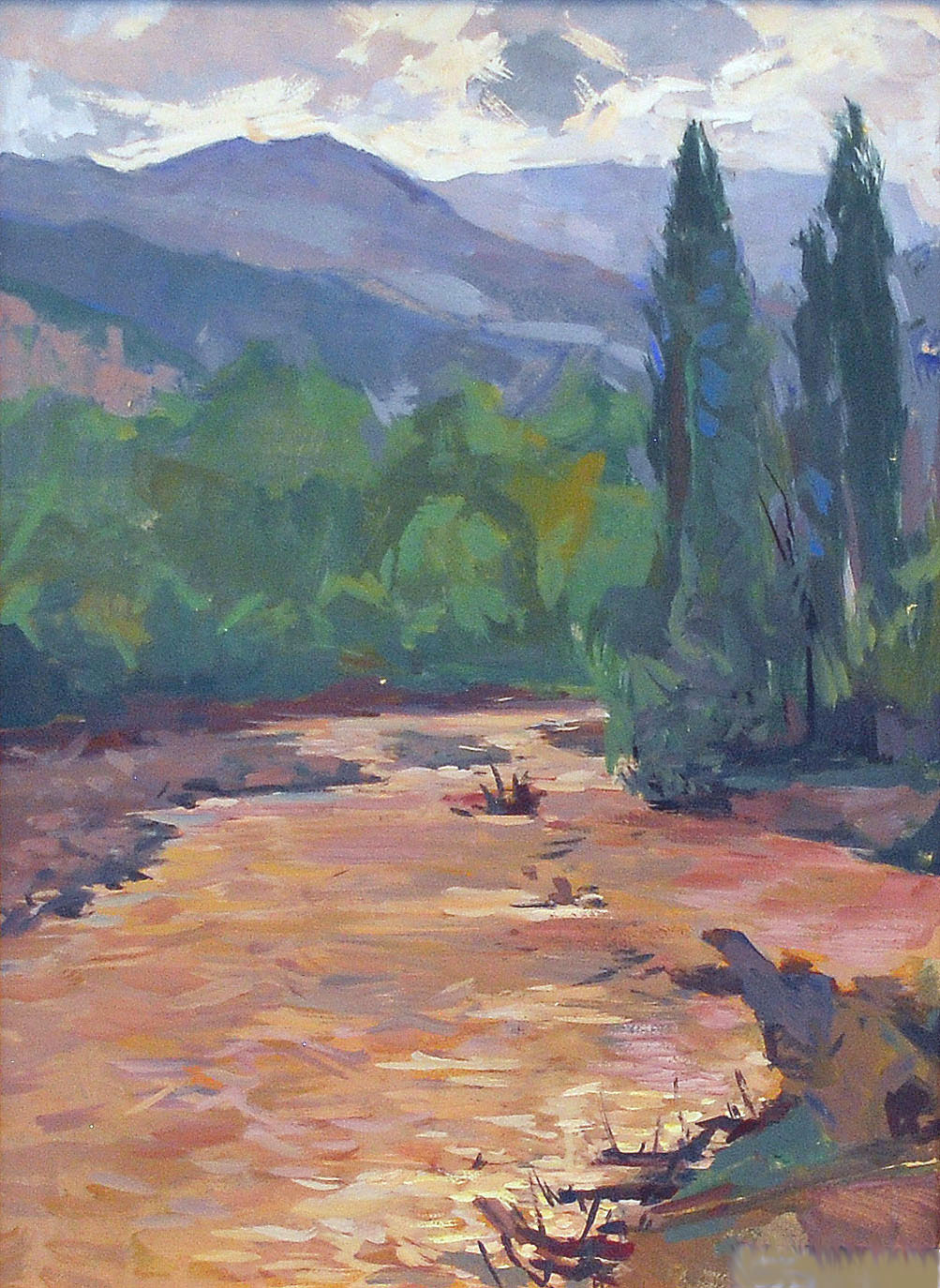
Ранняя весна в горах. 1981
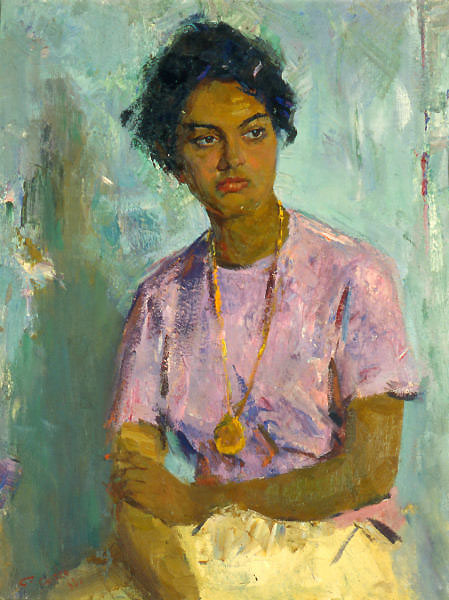
Студентка из Рио-Негру, Бразилия. 1963